# Olga Meissner
Olga Meissner (* 24. Februar 1844 in Torgau; † 1895 in Düsseldorf) war eine deutsche Landschaftsmalerin der Düsseldorfer Schule.

## Leben
Meissner ging 1874 nach Düsseldorf. Anfänglich war sie dort Schülerin von Carl Jungheim, dann wurde Christian Kröner ihr Lehrer. Als Landschaftsmalerin bereiste sie Tirol, Deutschland und Norwegen, insbesondere die Lofoten.